# Deutsche Siebener-Rugby-Nationalmannschaft der Frauen
Das deutsche Frauen-7er-Rugby-Team ist die Nationalmannschaft von Deutschland im 7er-Rugby Sport der Frauen.

## Kader
Die folgenden Spielerinnen bildeten den Kader für das WM-Qualifikationsturnier in Bukarest am 16./17.07.2022:
| Spieler         | Verein             |
| --------------- | ------------------ |
| Sarah Gossmann  | SC Neuenheim       |
| Katharina Epp   | SC Germania List   |
| Zoe Würmli      | Heidelberger RK    |
| Annika Nowotny  | TSV Handschuhsheim |
| Julia Braun     | RK 03 Berlin       |
| Mette Zimmat    | Heidelberger RK    |
| Johanna Hacker  | Heidelberger RK    |
| Gesine Adler    | SC Germania List   |
| Clara Tauschek  | RG Heidelberg      |
| Laura Dervari   | SC Germania List   |
| Margot Chazotte | TSV Handschuhsheim |
| Steffi Gruber   | SC Neuenheim       |